# Hugh McCutcheon
Hugh McCutcheon (ur. 13 października 1969 w Christchurch) – nowozelandzki siatkarz (reprezentant Nowej Zelandii), a następnie trener. Były szkoleniowiec męskiej (złoto olimpijskie) oraz żeńskiej (srebro olimpijskie) reprezentacji USA.
W latach 1988–1990 reprezentował Nową Zelandię w zespołach juniorskich i seniorskich. Był również członkiem reprezentacji Nowej Zelandii w 1996, grał także w barwach swojego kraju na FIVB Beach Volleyball World Tour w 1997.
McCutcheon był asystentem głównego trenera amerykańskiej reprezentacji męskiej podczas Ligi Światowej w 2001, mistrzostw świata w 2002 i na 5 innych międzynarodowych turniejach. Pełnił także rolę głównego trenera reprezentacji chłopięcej w 2000 i 2001. Jako pełnoetatowy asystent selekcjonera męskiej reprezentacji USA zaczął pracować od kwietnia 2003.
3 lutego 2005 USA Volleyball (amerykańska federacja siatkarska) ogłosiła, że McCutcheon został wybrany na nowego trenera reprezentacji Stanów Zjednoczonych w siatkówce mężczyzn. Przejął to stanowisko po wieloletnim selekcjonerze Dougu Bealu, który zrezygnował, by stanąć na czele USA Volleyball. Prowadzona przez Nowozelandczyka drużyna zwyciężyła w Lidze Światowej 2008 oraz zdobyła złoty medal podczas Igrzysk Olimpijskich w Pekinie (2008).
Był jednym z kandydatów stanowisko trenera reprezentacji Polski w siatkówce mężczyzn po Raulu Lozano, wybrał jednak pracę z żeńską reprezentacją USA, którą prowadził w latach 2009–2012, zdobywając z nią srebrny medal na Igrzyskach Olimpijskich w Londynie (2012).
10 lutego 2011 został mianowany trenerem drużyny siatkarskiej Uniwersytetu Minnesoty. W 2013 był jednym z kandydatów na stanowisko trenera reprezentacji Polski w siatkówce kobiet.
Przez kilka lat pełnił funkcję starszego doradcy FIVB, od 2024 roku pełni funkcję sekretarza generalnego.